# Rzeczki (Sąspów)
Rzeczki – część wsi Sąspów w Polsce położona w województwie małopolskim, w powiecie krakowskim, w gminie Jerzmanowice-Przeginia.
W latach 1975–1998 część wsi administracyjnie należała do województwa krakowskiego.